# شان کیلینگ
شان کیلینگ (انگلیسی: Shaun Keeling؛ زادهٔ ۲۱ ژانویهٔ ۱۹۸۷) ورزشکار روئینگ اهل آفریقای جنوبی است.
وی در مسابقات کشوری و بین‌المللی در مجموع برندهٔ ۱ مدال نقره، ۱ مدال برنز شده‌است.